# Théophanie
Pour la communauté chrétienne, voir La Théophanie.
Une théophanie (du grec ancien théos, θεός « dieu », et φαίνεσθαι, phaïnesthaï « se montrer ») est une manifestation de Dieu. Ce concept relève surtout de la liturgie et de la théologie chrétienne.
Dans la religion grecque antique, la θεοφάνια, theophánia, était une fête pendant laquelle on exposait publiquement la totalité des statues des dieux, surtout à Delphes.
Avec l'avènement du christianisme, le terme conserve la signification de manifestation divine : la révélation du Buisson ardent à Moïse et la naissance de Jésus ainsi que son baptême dans le Jourdain sont des théophanies essentielles de l'Ancien et du Nouveau Testament.

## La théophanie dans le christianisme
Eusèbe de Césarée a écrit un traité de théologie intitulé Peri Theophaneias, avec l'Incarnation pour thème central.

### Orthodoxie

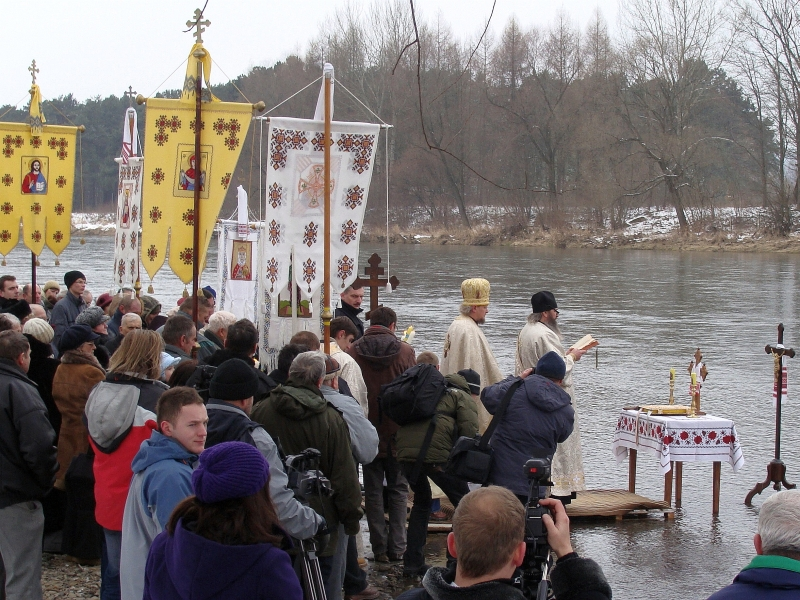
La bénédiction de l'eau.

La Théophanie est l'une des Douze Grandes Fêtes du christianisme orthodoxe.
Le 19 janvier pour les orthodoxes russes  et  serbes, et le 6 janvier pour les orthodoxes grecs, l'Église orthodoxe célèbre la fête de la Théophanie. Cette fête est le pendant orthodoxe de la fête de l'Épiphanie dans l'Église catholique.
C'est à cette occasion qu’a lieu la cérémonie de la bénédiction de l’eau : cette fête se déroule soit à l'église, soit sur un rivage notamment en Grèce. En Russie, un usage s'est répandu de creuser un trou dans la glace d'une rivière  et de plonger  dans l'eau glacée. On appelle cette coutume les « bains de la Théophanie »  ou yordan, en souvenir du baptême de Jésus-Christ dans les eaux du Jourdain.
Les arméniens orthodoxes célèbrent le 6 janvier non seulement la théophanie mais aussi la fête de Noël pendant laquelle on bénit aussi les eaux à la fin de la Divine Liturgie.